# Artur Litvinchuk
Artur Litvinchuk –en bielorruso, Артур Літвінчук– (Mazyr, 4 de enero de 1988) es un deportista bielorruso que compitió en piragüismo en la modalidad de aguas tranquilas. Está casado con la piragüista Maryna Litvinchuk.
Participó en los Juegos Olímpicos de Pekín 2008, obteniendo una medalla de oro en la prueba de K4 1000 m. Ganó dos medallas en el Campeonato Mundial de Piragüismo, oro en 2009 y plata en 2010, y dos medallas en el Campeonato Europeo de Piragüismo, oro en 2009 y bronce en 2008.

## Palmarés internacional
| Juegos Olímpicos   | Juegos Olímpicos       | Juegos Olímpicos  | Juegos Olímpicos |
| Año                | Lugar                  | Medalla           | Competición      |
| ------------------ | ---------------------- | ----------------- | ---------------- |
| 2008               | Pekín (China)          | Medalla de oro    | K4 1000 m        |
| Campeonato Mundial |                        |                   |                  |
| Año                | Lugar                  | Medalla           | Competición      |
| 2009               | Dartmouth (Canadá)     | Medalla de oro    | K4 1000 m        |
| 2010               | Poznań (Polonia)       | Medalla de plata  | K4 1000 m        |
| Campeonato Europeo |                        |                   |                  |
| Año                | Lugar                  | Medalla           | Competición      |
| 2008               | Milán (Italia)         | Medalla de bronce | K4 500 m         |
| 2009               | Brandeburgo (Alemania) | Medalla de oro    | K4 1000 m        |